# 이도선 (1932년)
이도선(李道先, 1932년 10월 5일 ~ )은  대한교육보험(現 교보생명보험) 사장을 지낸 대한민국의 기업인이다. 제8,9,10,13대 국회의원을 역임한 정치인이기도 하다.

## 학력
- 전남대학교 농학사
- 중앙대학교 행정학 석사
- 연세대학교 행정대학원 고위정책과정 수료

## 약력
- 민주공화당 중앙훈련원 교수
- 1971년 ~ 1972년 : 제8대 국회의원 (민주공화당)
- 1973년 ~ 1979년 : 제9대 국회의원 (유신정우회)
- 1979년 ~ 1980년 : 제10대 국회의원 (유신정우회)
- 유신정우회 정책위원 겸 원내수석부총무
- 교보문고 사장
- 대한교육보험 사장, 부회장, 회장
- 1988년 ~ 1992년 : 제13대 국회의원 (민주정의당)
- 민주정의당 중앙정치연수원장, 중앙집행위원
- 한일의원연맹 부회장
- 민주자유당 중앙정치 교육원장, 전남도지 부위원장
- 민주자유당 동광양시ㆍ광양군지구당 위원장, 당무위원
- 재단법인 미래연구소 회장

## 역대 선거 결과
|  | 48.8% |

|  | 0% |

|  | 37.43% |

|  | 34.0% |

|  | 44.61% |